# كهنة بيد (كوهستان)
كهنة بيد (بالفارسية: کهنه بید) هي قرية تقع في إيران في Kuhestan Rural District. يقدر عدد سكانها بـ 15 نسمة بحسب إحصاء 2016.